# Ali Yasin Özegemen
Ali Yasin Özegemen (* 30. Mai 1989 in Konya) ist ein türkischer Schauspieler und Model.

## Leben und Karriere
Ali Yasin Özegemen wurde am 30. Mai 1989 in Konya geboren. Er studierte an der Muğla Sıtkı Koçman Üniversitesi. 2011 begann er seine Karriere als Model, ein Jahr später stieg er in die Serien- und Filmbranche ein. Sein Debüt gab er 2011 in der Fernsehserie Doksanlar. 2015 nahm er an der Sendung Big Brother Türkiye teil. Anschließend bekam Özegemen 2019 in der Serie Yaralı Kuşlar die Hauptrolle. 
Unter anderem wurde er 2022 für den Film Tepe Operasyonu gecastet. Im selben Jahr war er in Yasak Elma zu sehen. 2023 trat Özegemen in der Serie Bahar auf.

## Filmografie
Filme
- 2022: Tepe Operasyonu

Serien
- 2013: Doksanlar
- 2019: Yaralı Kuşlar
- 2022: Yasak Elma
- 2023: Bahar